# Ann Skelly
Pour les articles homonymes, voir Skelly.
Ann Skelly, née le 6 décembre 1996 à Dublin en Irlande, est une actrice de cinéma et de télévision irlandaise.

## Biographie

### Carrière
Ann Skelly est née à Dublin mais grandi à Wexford, en Irlande. Elle fréquente l'école catholique Coláiste Bríde basée à Enniscorthy avant de suivre des cours de théâtre à la Irish Film Academy.
Elle commence sa carrière à la télévision avec la série Red Rock à partir de 2015, dans laquelle elle tient un rôle principal.
De 2018 à 2019 elle joue dans la série Vikings, dans le rôle de Lady Ethelfled.
En 2021 elle obtient un rôle principal dans The Nevers, la nouvelle série de HBO, où elle joue notamment aux côtés de Laura Donnelly.

## Filmographie

### Cinéma
- 2017 : Kissing Candice (en) de Aoife McArdle (en) : Candice
- 2019 : Faces cachées de Joe Lawlor et Christine Molloy : Rose

### Télévision
- 2015-2019 : Red Rock : Rachel Reid
- 2016 : Rebellion : Biddy Lambert
- 2017 : Playground : Hannah Baylor
- 2017 : Little Women : Annie Moffat
- 2018 : Death and Nightingales : Beth Winters
- 2018-2019 : Vikings : Lady Ethelfled
- 2021-2023 : The Nevers : Penance Adair
- 2022 : 100 years of Ulysses : Narratrice
- 2025 : The Sandman : Nuala